# Союз евангелических церквей ГДР
Союз евангелических церквей ГДР (Bund der Evangelischen Kirchen in der DDR) - публично-правовая корпорация, объединявшая евангелические и евангелическо-лютеранские церкви в восточных землях Германии в 1969—1990 гг. 

## Руководство
- синод союза (Bundessynode), состоял из представителей мирян и пасторов, избиравшихся синодами церквей-членов;
- конференция епископов (Konferenz der Evangelischen Kirchenleitungen).

## Церкви-члены союза
- (евангелическо-унионистские церкви)
  - Померанская евангелическая церковь (Pommersche Evangelische Kirche) (Мекленбург, кафедральный собор — Собор Святого Николая (Dom St. Nikolai))4
  - Евангелическая поместная церковь Анхальта (Evangelische Landeskirche Anhalts) (Саксония-Анхальт, кафедральный собор — Церковь святой Марии в Дессау);
  - Евангелическая церковь Берлина-Бранденбурга (Evangelische_Kirche_Berlin-Brandenburg) (Бранденбург и Берлин, кафедральный собор — Церковь Святой Марии (St. Marienkirche Berlin) в Берлине);
  - Евангелическая церковь провинции Саксония (Evangelische Kirche der Kirchenprovinz Sachsen) (Саксония-Анхальт, кафедральный собор — Собор Святых Маврикия и Екатерины (Dom zu Magdeburg St. Mauritius und Katharina) в Магдебурге)4
  - Евангелическая церковь Силезии (Evangelische Kirche von Schlesien) (Бранденбург, епископская церковь — Церковь Святых Петра и Павла в Гёрлице);
- (евангелическо-лютеранские церкви)
  - Евангелическо-лютеранская церковь Мекленбурга (Evangelisch-Lutherische Landeskirche Mecklenburgs) (Мекленбург, кафедральный собор — Собор Святой Марии и Святого Иоанна (Dom St. Marien und St. Johannis) в Шверине);
  - Евангелическо-лютеранская церковь Саксонии (Evangelisch-Lutherische Landeskirche Sachsens) (Саксония, кафедральный собор — Церковь Святого Креста (Kreuzkirche), Дрезден);
  - Евангелическо-лютеранская церковь Тюрингии (Evangelisch-Lutherische Kirche in Thüringen) (Тюрингия, кафедральный собор  — Церковь Святого Георгия в Айзенахе).

## Председатели
- Альбрехт Шёнхер (1969-1981);
- Вернер Круше (1981-1986);
- Йоханнес Хемпель (1982-1986);
- Вернер Ляйх (1986-1990);
- Христоф Демке (1990-1991).